# New Wave 2013
L'12 ° Concorso internazionale dei giovani cantanti «New Wave» , che si è tenuto a Dzintari presso Jūrmala, Lettonia dal 23 al 28 luglio 2013 ed è giunto alla sua dodicesima edizione. I montepremi del festival sono stati di 100000 €. 50000 € per il primo classificato, 30000 € per il secondo classificato e 20000 € per il terzo classificato.

## Partecipanti
| Nome, Cognome       | Paese        |
| ------------------- | ------------ |
| Arkadij Voytyuk     | Ucraina      |
| Linda Teodosiu      | Germania     |
| Çingiz Mustafayev   | Azerbaigian  |
| Aybek Bakytbekov    | Kirghizistan |
| Peteris Upelnieks   | Lettonia     |
| Elva Patty          | Indonesia    |
| Duo «Santa Barbara» | Russia       |
| Mary Mndzhoyan      | Armenia      |
| Vinh Khuat          | Vietnam      |
| Olga Dibrova        | Ucraina      |
| Roberto Kel Torres  | Cuba         |
| Adam                | Kazakistan   |
| Julia Tereshchenko  | Russia       |
| Arsenij Borodin     | Russia       |
| Salome Katamadze    | Georgia      |
| Gruppo «Fruktы»     | Russia       |

## 1ª giornata di gara (24 luglio 2013)
| Nr. | Paese        | Esecutore           | Canzone                              | Punti | Posto |
| --- | ------------ | ------------------- | ------------------------------------ | ----- | ----- |
| 01  | Ucraina      | Arkadij Voytyuk     | Kiss                                 | 106   | 12    |
| 02  | Germania     | Linda Teodosiu      | Come together                        | 107   | 11    |
| 03  | Azerbaigian  | Chingiz Mustafayev  | Livin La Vida Loca                   | 109   | 9     |
| 04  | Kirghizistan | Aybek Bakytbekov    | Nothing gonna change my love for you | 109   | 9     |
| 05  | Lettonia     | Peteris Upelnieks   | No woman, no cry                     | 107   | 11    |
| 06  | Indonesia    | Elva Patty          | Through the fire                     | 112   | 8     |
| 07  | Russia       | Duo «Santa Barbara» | Love You Like A Love Song            | 115   | 5     |
| 08  | Armenia      | Mary Mndzhoyan      | All by Myself                        | 114   | 6     |
| 09  | Vietnam      | Vinh Khuat          | Superstition                         | 117   | 4     |
| 10  | Ucraina      | Olga Dibrova        | Don't speak                          | 108   | 10    |
| 11  | Cuba         | Roberto Kel Torres  | Historia de un amor                  | 121   | 1     |
| 12  | Kazakistan   | Adam                | Ain't no sunshine                    | 113   | 7     |
| 13  | Russia       | Julia Tereshchenko  | Never never gonna give you up        | 115   | 5     |
| 14  | Russia       | Arsenij Borodin     | Yesterday                            | 117   | 4     |
| 15  | Georgia      | Salome Katamadze    | End of the road                      | 120   | 2     |
| 16  | Russia       | Gruppo «Fruktы»     | Sweet dreams                         | 118   | 3     |

## 2ª giornata di gara (25 luglio 2013)
| Nr. | Paese        | Esecutore           | Canzone                | Punti | Posto |
| --- | ------------ | ------------------- | ---------------------- | ----- | ----- |
| 01  | Germania     | Linda Teodosiu      | Wind of change         | 109   | 8     |
| 02  | Azerbaigian  | Chingiz Mustafayev  | Spektakl' okonchen     | 110   | 7     |
| 03  | Russia       | Arsenij Borodin     | Nu i chto              | 116   | 3     |
| 04  | Ucraina      | Arkadij Voytyuk     | Nizhno                 | 104   | 9     |
| 05  | Lettonia     | Peteris Upelnieks   | Lyubov' nastala        | 104   | 9     |
| 06  | Kirghizistan | Aybek Bakytbekov    | Smile                  | 110   | 7     |
| 07  | Vietnam      | Vinh Khuat          | Podmoskovnyye vechera  | 117   | 2     |
| 08  | Russia       | Duo «Santa Barbara» | Akapul'ko              | 114   | 4     |
| 09  | Russia       | Julia Tereshchenko  | Dazhe yesli ty uydesh' | 117   | 2     |
| 10  | Armenia      | Mary Mndzhoyan      | Tvoi sledy             | 120   | 1     |
| 11  | Georgia      | Salome Katamadze    | Kintauri               | 117   | 2     |
| 12  | Russia       | Gruppo «Fruktы»     | Lyubochka              | 112   | 5     |
| 13  | Indonesia    | Elva Patty          | End of the rainbow     | 111   | 6     |
| 14  | Kazakistan   | Adam                | Spasibo                | 116   | 3     |
| 15  | Ucraina      | Olga Dibrova        | Stytsamen              | 117   | 2     |
| 16  | Cuba         | Roberto Kel Torres  | Besame Mucho           | 120   | 1     |

## 3ª giornata di gara (27 luglio 2013)
| Nr. | Paese        | Esecutore           | Canzone               | Punti | Posto |
| --- | ------------ | ------------------- | --------------------- | ----- | ----- |
| 01  | Kazakistan   | Adam                | Gulistan Kazakhstanym | 118   | 3     |
| 02  | Lettonia     | Peteris Upelnieks   | Inspiration           | 108   | 10    |
| 03  | Kirghizistan | Aybek Bakytbekov    | Makhabatym            | 110   | 9     |
| 04  | Ucraina      | Olga Dibrova        | Music is everything   | 103   | 11    |
| 05  | Azerbaigian  | Chingiz Mustafayev  | Moya zhenshchina      | 113   | 7     |
| 06  | Cuba         | Roberto Kel Torres  | Moya lyubimaya        | 116   | 4     |
| 07  | Indonesia    | Elva Patty          | Aku Bagaimana         | 112   | 8     |
| 08  | Armenia      | Mary Mndzhoyan      | Ya i tol'ko ty        | 110   | 9     |
| 09  | Russia       | Julia Tereshchenko  | Moscow Night          | 120   | 1     |
| 10  | Russia       | Gruppo «Fruktы»     | Pet' tebe             | 115   | 5     |
| 11  | Vietnam      | Vinh Khuat          | Whatever you want     | 120   | 1     |
| 12  | Russia       | Arsenij Borodin     | Yesli ya …            | 119   | 2     |
| 13  | Ucraina      | Arkadij Voytyuk     | Mamo                  | 112   | 8     |
| 14  | Germania     | Linda Teodosiu      | I run                 | 115   | 5     |
| 15  | Georgia      | Salome Katamadze    | Change my life        | 119   | 2     |
| 16  | Russia       | Duo «Santa Barbara» | Zhadnaya              | 114   | 6     |

## I risultati
| Paese        | Esecutore           | Punti totali | Posto |
| ------------ | ------------------- | ------------ | ----- |
| Cuba         | Roberto Kel Torres  | 357          | 1     |
| Georgia      | Salome Katamadze    | 356          | 2     |
| Vietnam      | Vinh Khuat          | 354          | 3     |
| Russia       | Arsenij Borodin     | 352          | 4-5   |
| Russia       | Julia Tereshchenko  | 352          | 4-5   |
| Kazakistan   | Adam                | 347          | 6     |
| Russia       | Gruppo «Fruktы»     | 345          | 7     |
| Armenia      | Mary Mndzhoyan      | 344          | 8     |
| Russia       | Duo «Santa Barbara» | 343          | 9     |
| Indonesia    | Elva Patty          | 335          | 10    |
| Azerbaigian  | Chingiz Mustafayev  | 332          | 11    |
| Germania     | Linda Teodosiu      | 331          | 12    |
| Kirghizistan | Aybek Bakytbekov    | 329          | 13    |
| Ucraina      | Olga Dibrova        | 328          | 14    |
| Ucraina      | Arkadij Voytyuk     | 322          | 15    |
| Lettonia     | Peteris Upelnieks   | 319          | 16    |

## Presentatori
- Aleksandr Revva
- Anzhelika Varum
- Anna Semenovich
- Valery Sjutkin
- Vladimir Zelenskiy
- Yekaterina Osadchaya
- Igor Vernik
- Lera Kudryavtseva
- Nikolay Fomenko
- Potap
- Sergej Lazarev

## Programma del Concorso
- Il 23 luglio  - L'apertura del concorso[8]
- Il 24 luglio  - La prima giornata di gara — Giorno della hit mondiale — Ospiti speciali — Julio Iglesias e Il Divo.[9][10]
- Il 25 luglio  - La seconda giornata di gara — Hit del suo paese[11]
- Il 26 luglio  - Tradizionale torneo di calcio «New Wave Cup» sulla spiaggia di Jūrmala tra le squadre dello show-business stelle e partecipanti di «New Wave».[12]
- Il 27 luglio  - Torneo di Tennis tra le stelle di «New Wave» e professionisti.
- Il 27 luglio   - La terza giornata della gara[13] — Ospite speciale — Lara Fabian.
- Il 28 luglio   - Gala concerto dedicato alla chiusura del concorso[14] — Ospiti speciali — Alessandro Safina e Emma Shapplin[15].
- Il 29 luglio   - Fine della gara

## La giuria
- Igor Krutoj — Presidente della Giuria
- Valeria
- Laima Vaykule
- Valerij Meladze
- Konstantin Meladze
- Igor Nikolaev
- Igor Matvienko
- Leonid Agutin
- Yuriy Antonov
- Maxim Fadeev
- Toto Cutugno

## Fatti
- Per la prima volta nella storia della «New wave Contest» aderito il famoso cantante italiano Toto Cutugno come il membro della giuria.[16]
- Al termine del concorso «New Wave» è apparsa ufficialmente la raccolta dei canzoni su iTunes, in cui sono stati selezionati diciannove popolari per tutti i suoi anni di esistenza canzoni di famosi cantanti russi.[17]
- Secondo le informazioni ufficiali «New Wave 2013» è stata trasmessa in oltre 10 paesi. In cui ci sono tutti gli Stati Baltici - Lettonia, Bielorussia, Georgia, Armenia, Ucraina e Russia. E anche via linea del «RTR-Planeta» - questa è la Germania, Israele, America, Australia, Francia e Spagna.[18]